# Saison 2013-2014 de l'Arras Football Club féminin
Chronologie
Saison précédente Saison suivante
La saison 2013-2014 de l'Arras Football Club féminin est la seconde saison du club en première division du championnat de France.